# Harlan Ellison

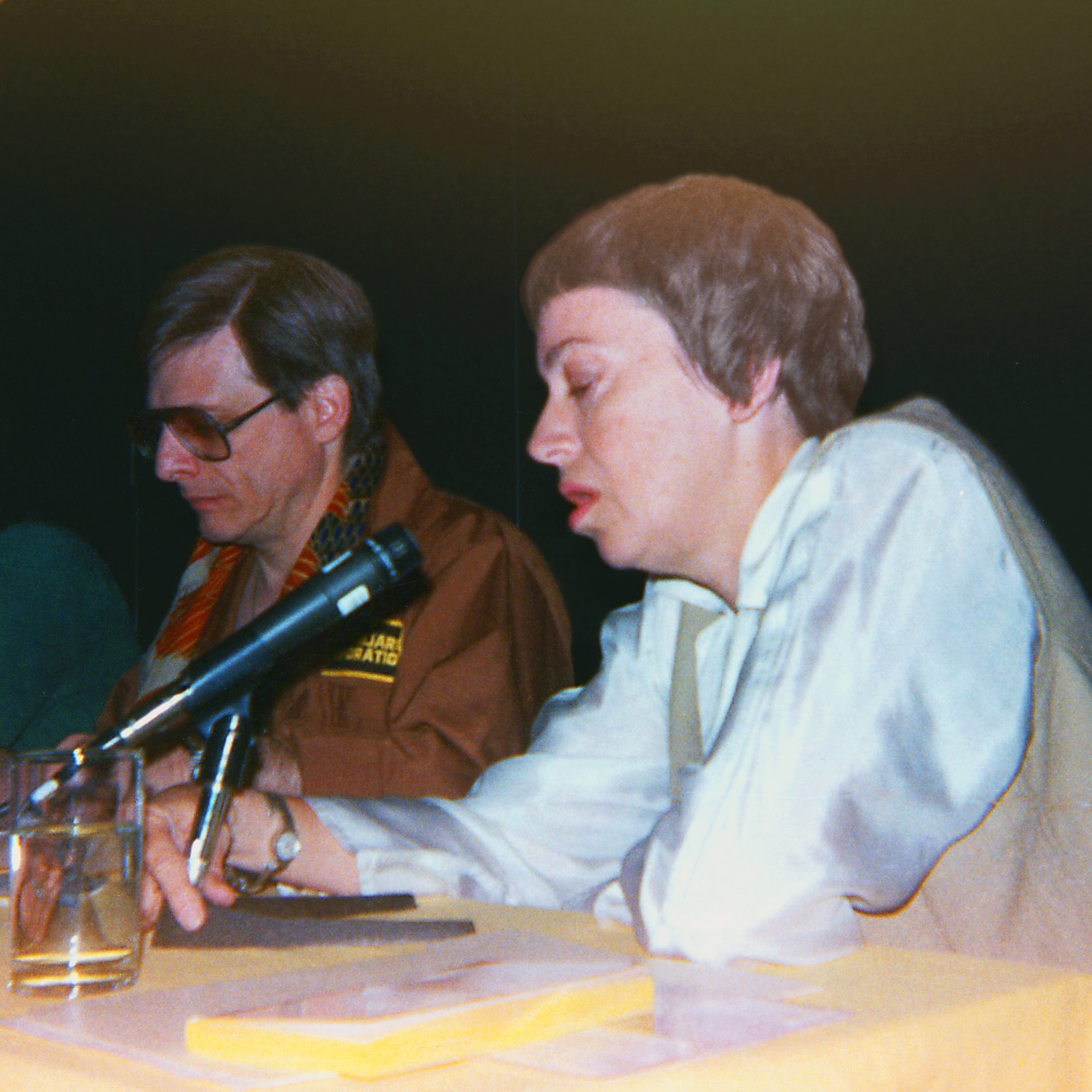
Harlan Ellison i Ursula K. Le Guin (1984)

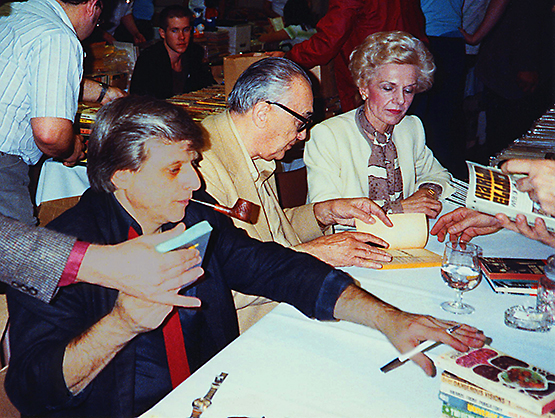
Harlan Ellison, A.E. van Vogt i jego żona Lydia (1981)

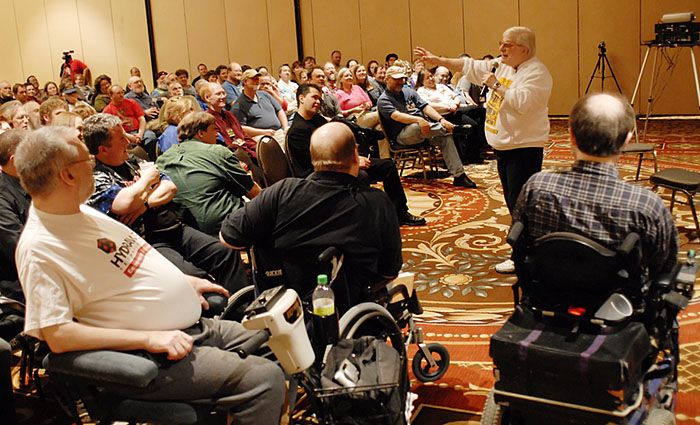
Ellison na Miniconie (2006)

Harlan Jay Ellison (ur. 27 maja 1934 w Cleveland, zm. 27 czerwca 2018 w Los Angeles) – amerykański pisarz, krytyk, wydawca i edytor antologii fantastycznych, z których najbardziej znaną są wielokrotnie nagradzane Niebezpieczne wizje. Był autorem scenariuszy do seriali Star Trek i Po tamtej stronie oraz konsultantem przy serialach Strefa mroku (2. seria z lat 1980.) i Babilon 5.
Większość twórczości Ellisona to utwory science fiction, za które zdobył liczne branżowe nagrody: Hugo, Nebula, Locus i Bram Stoker Award. Sam Ellison nie przepadał jednak za tą etykietką i wyjaśniał, że jego twórczość bliższa jest surrealistycznej fantasy lub realizmowi magicznemu niż twardej s-f. Działał również w fandomie (założył Cleveland Science Fiction Society i jako nastolatek redagował fanzin), bywał na konwentach fanowskich.

## Życiorys
Urodził się w rodzinie żydowskiej w Cleveland, wychował zaś w Painesville. Jego ojciec Louis Laverne Ellison, z zawodu dentysta i jubiler, zmarł gdy Harlan miał 15 lat. Młody Ellison kilkukrotnie uciekał z domu, imając się różnych prac, był np.: rybakiem łowiącym tuńczyki, wędrownym robotnikiem rolnym, ochroniarzem, kierowcą ciężarówki z nitrogliceryną, kucharzem, kierowcą taksówki, litografem, sprzedawcą książek, stróżem w sklepie, akwizytorem i aktorem. W latach 1953–1954 przez półtora roku był studentem Uniwersytetu Stanu Ohio, skąd został wyrzucony za uderzenie wykładowcy. W 1955 roku przeniósł się do Nowego Jorku. Przez kolejne dwa lata wydał ponad 100 krótkich opowiadań i artykułów. W latach 1957–1959 służył w wojsku, a po powrocie był wydawcą „Rogue magazine” (1959–60) i założycielem wydawnictwa Regency Books Press (1960). Następnie z sukcesami przeniósł swe zainteresowania na pisanie scenariuszy telewizyjnych. W 1962 roku przeprowadził się do Kalifornii, gdzie zaczął sprzedawać swe scenariusze do Hollywood. Napisał scenariusz do filmu The Oscar, ze Stephenem Boydem i Elke Sommer, pisał także scenariusze do odcinków wielu seriali telewizyjnych, m.in.: Po tamtej stronie, Star Trek, Spotkanie z Alfredem Hitchcockiem, The Flying Nun, Prawo Burke’a, Route 66, Kryptonim U.N.C.L.E., Cimarron Strip. Był także konsultantem przy produkcji seriali Strefa mroku i Babilon 5.
Trzeci zbiór o tytule Niebezpieczne wizje (The Last Dangerous Visions) nigdy się nie ukazał, choć był zapowiadany.
Ellison podał do sądu Jamesa Camerona po jego wypowiedzi, że tworząc film Terminator inspirował się dwoma odcinkami serialu Po tamtej stronie (The Outer Limits) – „Soldier” i „Demon with a Glass Hand”). Od tej pory na końcu filmu pojawiają się napisy: „Acknowledgment to the works of Harlan Ellison."
W 1986 roku wziął ślub z piątą żoną, Susan (mieszkali w Los Angeles). W 1994 roku przebył zawał i od tej pory miał problemy z sercem, w październiku 2014 przeszedł udar mózgu. Zmarł we śnie w nocy 27 czerwca 2018 w wieku 84 lat.

## Twórczość

### Powieści
- Rumble (inny tytuł: Web of the City)
- The Sound of a Scythe
- Spider Kiss (pierwotny tytuł: Rockabilly)
- Doomsman
- The Starlost #1: Phoenix Without Ashes (adaptacja scenariusza Ellisona autorstwa Edwarda Bryanta)

### Zbiory opowiadań
- A Touch of Infinity
- Children of the Streets
- Gentleman Junkie and Other Stories of the Hung-Up Generation
- Ellison Wonderland
- Paingod and Other Delusions
- I Have No Mouth and I Must Scream
- From the Land of Fear
- Love Ain’t Nothing But Sex Misspelled (opowiadania i eseje)
- The Beast that Shouted Love at the Heart of the World
- Over the Edge
- Partners in Wonder (utwory napisane wspólnie z 14 innymi autorami)
- Alone Against Tomorrow
- Approaching Oblivion
- Deathbird stories
- No Doors, No Windows
- Strange Wine
- Shatterday
- Stalking the Nightmare
- Angry Candy (Nagroda Locusa 1989, World Fantasy Award 1988)
- Slippage (Nagroda Locusa 1998)
- The Essential Ellison (Nagroda Brama Stokera 1987)

W Polsce w 2002 ukazał się zbiór opowiadań Ellisona – Ptak śmierci, zawierający jedynie opowiadania wyróżnione nagrodami Hugo lub Nebulą i niemający angielskojęzycznego odpowiednika. W 2018 opublikowano dwutomową antologię To, co najlepsze (oryg. The Essential Ellison: A 50-Year Retrospective).

### Scenariusze wydane drukiem
- I, Robot (wspólnie z Isaakiem Asimovem)[a]
- City on the Edge of Forever (scenariusz odcinka serialu Star Trek, z komentarzem)

### Publicystyka
- Memos from Purgatory
- The Glass Teat (eseje na temat telewizji, 1968–1970)
- The Other Glass Teat (eseje na temat telewizji, 1970–1972)
- Sleepless Nights in the Procrustean Bed
- Harlan Ellison’s Watching (Nagroda Brama Stokera 1989)
- An Edge in My Voice
- The Harlan Ellison Hornbook

### Antologie pod redakcją Ellisona
- Niebezpieczne wizje (Dangerous Visions, 1967, ISBN 0-7434-5261-5, polskie wydanie: Solaris, Olsztyn 2002, ISBN 83-88431-65-X; specjalna nagroda Hugo 1968)
- Nightshade and Damnations: the finest stories of Gerald Kersh
- Again Dangerous Visions (1972; ISBN 0-425-06182-5; specjalna nagroda Hugo 1972, Nagroda Locusa 1972)
- Medea: Harlan’s World (1985; ISBN 0-932096-36-0; Nagroda Locusa 1986)

### Opowiadania
- Bestia, która wykrzyczała miłość w sercu świata (The Beast That Shouted Love at the Heart of the World; Hugo 1969)
- Basilisk (Nagroda Locusa 1972)
- Chłopiec i jego pies (A Boy and His Dog; Nebula 1969, ekranizacja pod tym samym tytułem, Hugo 1976, Nagroda Saturna 1976)
- Chatting with Anubis (Nagroda Brama Stokera 1995)
- Count the Clock That Tells the Time (Nagroda Locusa 1979)
- Croatoan (Nagroda Locusa 1976)
- Djinn, No Chaser (Nagroda Locusa 1983)
- Eidolons (Nagroda Locusa 1989)
- From A to Z, in the Chocolate Alphabet
- How Interesting: A Tiny Man Nebula 2011
- Jeffty ma pięć lat (Jeffty Is Five; Hugo 1978, Nebula 1977, Nagroda Locusa 1978, British Fantasy Award 1979)
- Knox
- Łowca w mieście na skraju świata (The Prowler in the City at the Edge of the World)
- Mefisto in Onyx (Nagroda Brama Stokera 1993, Nagroda Locusa 1994, Deathrealm Award 1996)
- Nie mam ust, a muszę krzyczeć(inne języki) (I Have No Mouth and I Must Scream; Hugo 1968, Nagroda Brama Stokera za wersję audio 1999)
- Paladyn zgubionej godziny (Paladin of the Lost Hour; Hugo 1986, Nagroda Locusa 1986)
- Ptak śmierci (Deathbird; Hugo 1974, Nagroda Locusa 1974)
- Rola marzeń sennych (The Function of Dream Sleep; Nagroda Locusa 1989)
- Shattered Like a Glass Goblin
- Sleepless Nights in the Procrustean Bed (Nagroda Locusa 1985)
- Soldier
- Try a Dull Knife
- The Diagnosis of Dr. D’arqueAngel
- The Region Between (Nagroda Locusa 1970)
- The Whimper of Whipped Dogs
- Ukorz się pajacu, rzecze Tiktaktor (Repent, Harlequin! Said the Ticktockman; Hugo 1966, Nebula 1965, Prometheus Hall of Fame Award 2015)
- Z Virgilem Oddumem na Biegunie Wschodnim (With Virgil Oddum at the East Pole; Nagroda Locusa 1986)
- Żeglując między wysepkami Langerhansa: szerokość 38° 54’ N, długość 77° 00’ 13” W (Adrift Just Off the Islets of Langerhans: Latitude 38° 54’ N, Longitude 77° 00’ 13” W; Hugo 1975, Nagroda Locusa 1975)

## Wyróżnienia
Poza wspomnianymi wcześniej nagrodami otrzymał:
- 1968: Hugo – scenariusz do odcinka serialu Star Trek, „The City on the Edge of Forever”
- 1993: World Fantasy Award – dorobek życia
- 1995: Nagroda Brama Stokera – dorobek życia
- 2006: Damon Knight Memorial Grand Master Award
- 1972, 1973: Georges Melies Fantasy Film Award
- 2011: wprowadzenie do Science Fiction Hall of Fame

Był także laureatem wielu innych nagród, m.in.: Grand Master (The World Horror Convention, 2000), Gallun Award for Lifetime Achievement in Science Fiction (I-CON 1997), J. Lloyd Eaton Lifetime Achievement Award in Science Fiction (UCR Libraries, Eaton SF Conference 2011), Silver Pen for Journalism (International PEN, 1990), „Defender of Liberty” Award (Comic Book Legal Defense Fund, 1998), Words, Wit, Wisdom Award (The National Women’s Committee of Brandeis University, 1998), Distinguished Skeptic Award (Committee for the Scientific Investigation of Claims of the Paranormal’s, 2002), Golden Scroll (Academy of Science Fiction, Fantasy and Horror Films, kategoria Best Writing – Career 1976), American Mystery Award (1988), Asimov’s Science Fiction Magazine Reader’s Poll Special award (1988), Audio Publishers Association Award (za The Titanic Disaster Hearings: The Official Transcript of the 1912 Senatorial Investigation w kategorii Best „Multi-Voiced Presentation”, 1999, oraz za City of Darkness w kategorii Best Solo Narration, 1999), The Bradbury Award (Science Fiction and Fantasy Writers of America, za audycje radiowe 2000X, razem z Yuri Rasovsky), British Science Fiction Award (za Deathbird Stories w kategorii best collection 1978), Edgar Allan Poe Award (za The Whimper of Whipped Dogs, 1974), International Horror Guild Award (Living Legend, 1994), Jupiter Award (Instructors of Science Fiction in Higher Education, 1973, 1977), Writers Guild of America (1974, 1987), Writers Guild of Canada (2000).
Ponadto w 2009 roku był nominowany do Nagrody Grammy w kategorii Best Spoken Word Album for Children za nagranie Po drugiej stronie lustra (Through the Looking-Glass and What Alice Found There).